# Рамберто I Малатеста ди Соляно
Вижте пояснителната страница за други личности с името Рамберто Малатеста.
Рамберто I Малатеста ди Соляно (на италиански: Ramberto I Malatesta di Sogliano; † 1348, Соляно) от кадетския клон Малатеста от Соляно на рода Малатеста е суверенен граф на Соляно с братята си Гулиелмо I и Малатеста I от 1299 г., както и господар на Пенабили, Верукио, Ронкофредо, Скортиката, Поджо дей Берни, Чола дей Малатести, Монтеджели, Ронтаняно, Савиняно ди Риго, Пиетра дел'Узо, Монтебело и Монтепетра.

## Произход
Той е син на Джовани I Малатеста ди Соляно († 23 април/20 септември 1299), родоначалник на кадетския клон Малатеста от Соляно на рода Малатеста и чрез брак граф на Соляно (1255 – 1299), гибелин, както и господар на Пенабили, Верукио, Ронкофредо и т.н., и на съпругата му наследница на Графство Соляно. Има двама братя – графове на Соляно:
- Гулиелмо I (* 14 век, † ок. 1316)
- Малатеста (Малатестино) I († пр. 1352)

## Биография
Той дава феода Скортиката на Църквата през 1302 г., а през 1305 г. откупува обратно замъка и графството Стригара, продадени от баща му. Участва с брат си Гулиелмо в превземането на Форли. Помага на синовете на своя роднина Пандолфо I Малатеста – Галеото I и Малатеста II в опита им за прогонване на братовчед им Ферантино Малатеста. След като узурпират трона, те викат Рамберто в Римини през 1334 г. и му връщат замъка на Соляно, където той нарежда да се повдигнат крепостните стени и крепостта за по-голяма защита. В последвалата война Галеото му праща нужните помощи за защита при условие, че се бие за него. Така Рамберто отива с него в Рандано, окупиран чрез предателство, в обсадата на Монлеоне, на Калбано и Калбанело, и в подчинението на Джинестрето. Продължава да воюва до мира през 1343 г. Умира от чума.